# 대한민국 상법 제438조
대한민국 상법 제438조는 자본금 감소의 결의에 대한 상법 회사법의 조문이다.

## 조문
제438조(자본금 감소의 결의) (1) 자본금의 감소에는 제434조에 따른 결의가 있어야 한다.
(2) 제1항에도 불구하고 결손의 보전(補塡)을 위한 자본금의 감소는 제368조제1항의 결의에 의한다.
(3) 자본금의 감소에 관한 의안의 주요내용은 제363조에 따른 통지와 공고에 적어야 한다.